# Русский заповедник
«Ру́сский запове́дник» — российский документальный фильм 2008 года, режиссёр — Валерий Тимощенко.
«Русский заповедник» — это бедный населённый пункт в русской глубинке, село Жарки Юрьевецкого района Ивановской области. Благодаря стараниям сельского священника Виктора Салтыкова, деревня не умерла, как многие другие подобные ей, а существует по сей день, несмотря на практически полную отгороженность от современной цивилизации. Жители деревни не потеряли надежду — они трудолюбивы, дружны, способны радоваться и любить. Говоря современным языком, Жарки — идеальное экопоселение, выстроенное на идеологических основаниях, которые у его организаторов ассоциируются со старыми традициями и православным христианством.
В фильме нет закадрового дикторского голоса, всё повествование строится новеллами на «живой» съёмке с комментариями протоиерея Виктора Салтыкова. Картины деревенского быта и цветущей природы, находящейся в согласии и равновесии с человеческой жизнью, красноречиво подтверждают слова отца Виктора о том, что спасти Россию и Землю можно только тогда, когда человек захочет спастись сам — оставит гонку за материальными благами и страстями, вместо этого задумавшись о своей душе.
Работа над фильмом велась более 5 лет. Съёмки проходили при финансовой поддержке Федерального агентства по культуре и кинематографии.

## Награды
- Гран-при на XIII Международном фестивале «Радонеж» (2009)
- Гран-при на V Международном фестиваль христианских документальных фильмов «Магнификат» (2009)
- «Серебряная ладья» на фестивале «Окно в Европу» (с формулировкой «За высокое изобразительное решение») (2009)
- Гран-при на I Международном кинофоруме экологических фильмов в рамках фестиваля «Золотой витязь» (2009)[1]